# Eugène Goblet d’Alviella

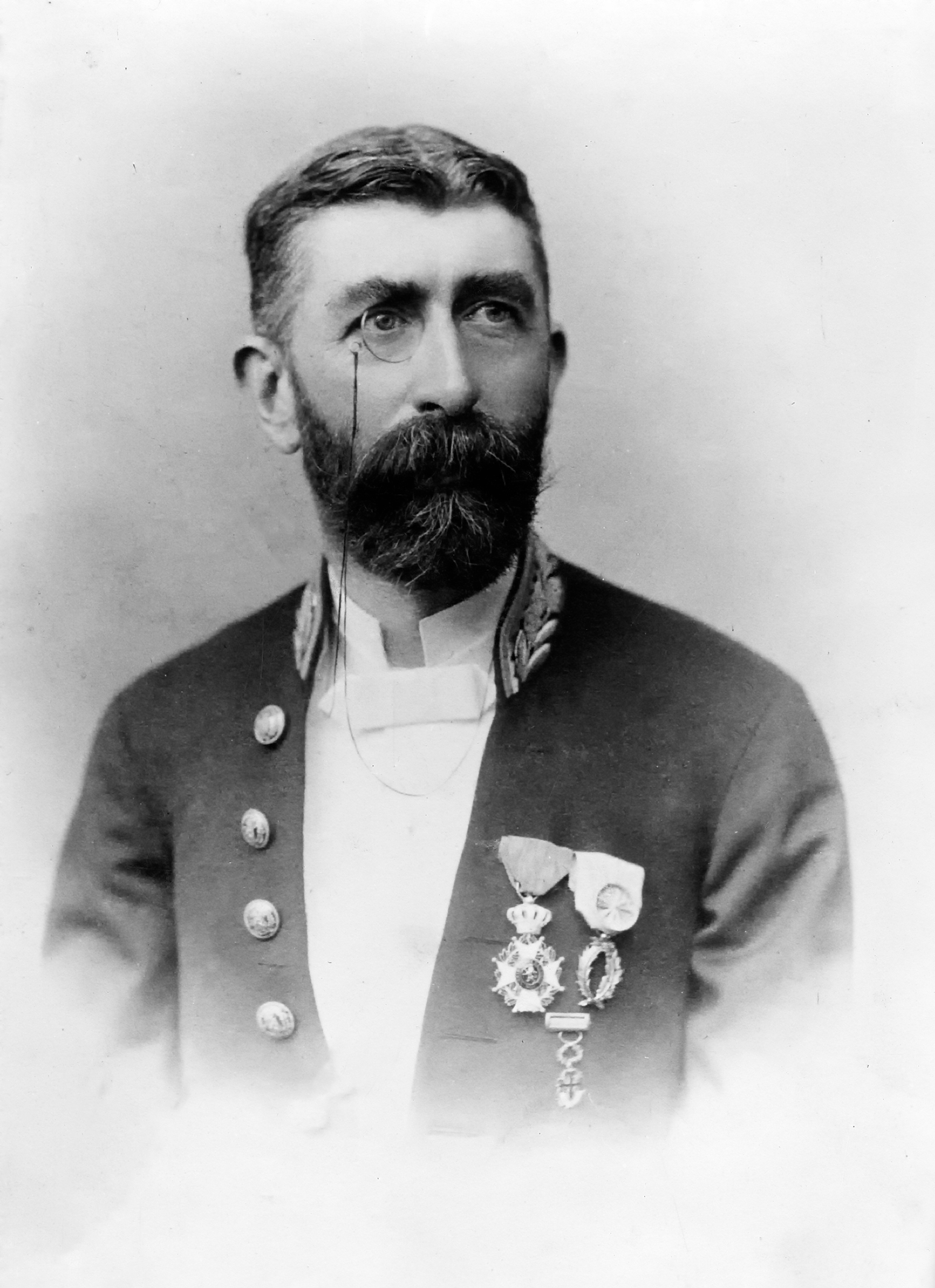
Eugène Goblet d’Alviella

Graf Eugène Goblet d’Alviella (* 10. August 1846 in Brüssel; † 9. September 1925 in Ixelles) war ein belgischer Gelehrter und Politiker.

## Leben und Werk
Eugène Goblet d’Alviella war ein Enkel des belgischen Generals und Staatsmanns Albert Goblet d’Alviella. Er bereiste 1872 die Sahara und begleitete 1875 den Prince of Wales auf dessen Reise nach Indien. 1890 wurde er Mitglied der Königlichen Akademie von Belgien, 1894 Professor der Religionsgeschichte an der Université libre de Bruxelles. Er war von 1878 bis 1884 als Brüsseler Mitglied der Abgeordnetenkammer sowie von 1892 bis 1894 und seit 1900 im Senat einer der Führer der liberalen Partei.
Von 1874 bis 1890 fungierte Goblet d’Alviella als Chefredakteur der  Revue de Belgique. Er war ein Freimaurer und veröffentlichte außer dem Roman Partie perdue (Paris 1877; in flämischer Sprache, Gent 1882) mehrere wertvolle Reiseschilderungen und religionswissenschaftliche bzw. politische Arbeiten, u. a.:
- L’établissement des Cobourg au Portugal. Étude sur les débuts de la monarchie, Paris 1869
- Désarmer ou déchoir, preisgekrönte Schrift, Paris 1871
- Sahara et Laponie, 2. Auflage 1876, mehrfach übersetzt
- Inde et Himalaya, souvenirs de voyage, Paris 1877, 2. Auflage 1880
- L’évolution religieuse contemporaine chez les Anglais, les Américains et les Hindous, Paris 1884; englisch, London 1885
- Introduction à l’histoire générale des religions, Brüssel 1887
- L’histoire religieuse du feu, Verviers 1887
- La migration des symboles, Paris 1891; englisch, London 1894
- L’idée de Dieu d'après l’anthropologie et l’histoire, Brüssel 1892; englisch, London 1892
- Ce que l’Inde doit à la Grèce: des influences classiques dans la civilisation de l’Inde, Paris 1897
- La représentation proportionnelle en Belgique. Histoire d’une reforme, Brüssel 1900

d’Alviellas Werk L’idée de Dieu … wurde im Jahr nach seinem Erscheinen durch die römisch-katholische Glaubenskongregation auf den Index gesetzt.